# 던롭 (치즈)
던롭(영어: Dunlop)은 스코틀랜드의 던롭 지방산 흰 치즈이다.

## 같이 보기
- 스코틀랜드 요리